# کاردول، کوئینزلند
کاردول (به انگلیسی: Cardwell) یک شهرک در استرالیا است که در کوئینزلند واقع شده‌است.